# Moldova Veche (město)
Moldova Veche (česky Stará Moldávie) je přístavní město na Dunaji v Rumunsku. Nachází se na 1048. říčním kilometru v župě Caraş-Severin. Nejbližším sídlem je česká vesnice Svatá Helena. V řečišti Dunaje se rozkládá ostrov Moldova Veche s populací divoce žijících koní. Na druhém břehu se tyčí hrad Golubac, který je symbolem vstupu do legendární soutěsky Železná vrata.

## Původ názvu
Od roku 1566 je v kronikách připomínán název gepidicko-slovanského původu Mudava, Maďaři název upravili na Ómoldova, což dalo základ srbskému Stara Moldava a rumunskému Moldova Veche. Do rumunského názvu se tak dostala Moldova-Moldávie, třebaže oblast v Rumunsku patří mezi nejvzdálenější od skutečné Moldávie.

## Dějiny

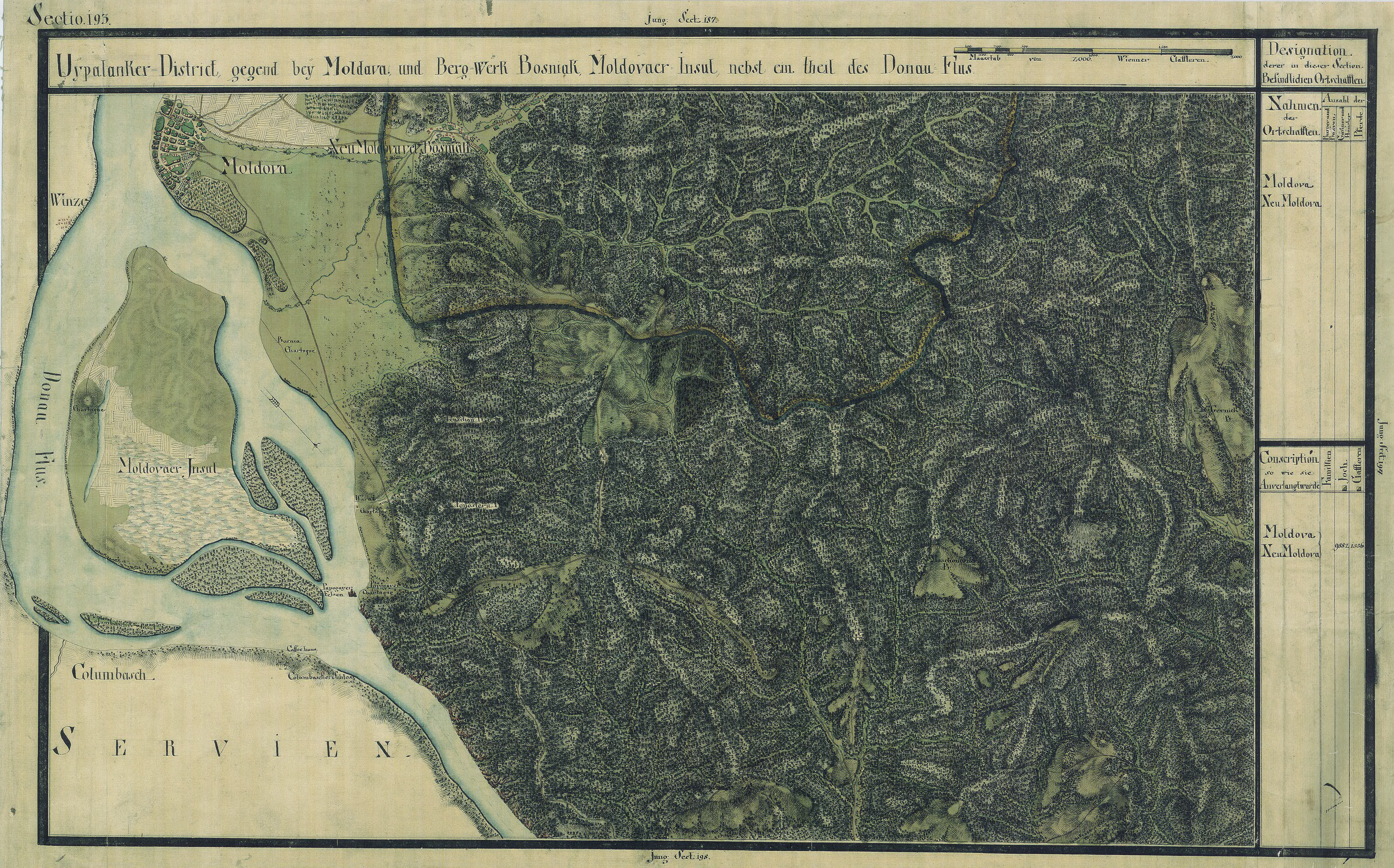
Stará Moldávie na historické mapě Banátu.

Na území města byly nalezeny stopy po neolitické kultuře Vinča. Neopevněné dácké sídlo vystřídala římská pevnost z dob provincie Dacia Traiana, která byla pravobřežním protějškem pevnosti Columbria. Po rozpadu západořímské říše se na území objevili jižní Slované, ve středověku se dostalo pod vládu Maďarů, které později vystřídali Turci. Sídlo se nachází před vstupem do soutěsky Železná vata, která byla pro většinu lodní plavby konečnou stanicí. Město se tak stalo významným říčním přístavem. Za vlády Sulejmana I. se zde razily zlaté a stříbrné mince. V obci stávala stará tvrz, která existovala až do 18. století. Význam přístavu zůstal i v období maďarském, srbském a rumunském. V 19. století zde po plavbě z Vídně vystupovali čeští osídlenci, zakladatelé českých vesnic v Banátu. V roce 1823 se zde narodil srbský architekt Emilijan Josimović, tvůrce prvního urbanistického plánu Bělehradu.
Během socialistického režimu kromě přístavu zajištovala pracovní místa povrchová těžba měděných rud. V tomto období došlo k prudkému nárůstu počtu obyvatel. V roce 1956 se město stalo součástí Moldova Nuova. Po zprovoznění propustí na vodním díle Železná vrata poklesl význam přístavní překládky. Po změně společensko-ekonomického systému byly doly zavřeny a jediným významnějším zdrojem příjmů se stalo pašování pohonných hmot do Srbska, kde vlivem válečných událostí byl omezen příděl pohonných hmot civilnímu obyvatelstvu.
V roce 1910 tvořili Srbové 90 % a Rumuni 3,5 % obyvatel, v roce 2002 klesla srbská populace na 14%, Rumuni tvořili 79 % a 79 Čechů tvořilo 0,8 %.

## Ekonomika
Ve 21. století se město s prudce klesající populací ocitá mezi haldami hlušiny a zarůstajícími povrchovými doly. Naděje skýtá turistický ruch opírající se o přístav jako o konečný bod rekreační plavby soutěskou, naděje představuje i přírodní rezervace na ostrově Moldova Veche.